# Sandra Elkasević
Sandra Elkasević (djevojački: Perković; Zagreb, 21. lipnja 1990.) hrvatska je atletičarka, hrvatska rekorderka u bacanju diska i bivša državna rekorderka u bacanju kugle, dvostruka olimpijska, dvostruka svjetska te sedmerostruka europska prvakinja u bacanju diska. 
Sa šest uzastopnih osvojenih naslova Dijamantne lige postala je najuspješnija atletičarka toga atletskoga natjecanja. Prvi je hrvatski bacač diska koji je disk bacio preko 70 metara (2014. godine; to je bio prvi hitac u ženskom disku preko 70 m od 1999.), a njezin najbolji rezultat je 71,41 metara iz 2017. godine (tada najbolji hitac u svijetu od 1992.). To je bio 16. najbolji rezultat u povijesti i najbolji nakon 1992. godine.
Osvojivši peto europsko zlato 2018. godine, Sandra je postala prva atletičarka u povijesti koja je osvojila peterostruki naslov prvakinje Europe u nekoj pojedinačnoj atletskoj disciplini i tako ušla u povijest kao najuspješnija europska atletičarka svih vremena u svojoj disciplini. Godine 2022. obranila je naslov europske prvakinje u Münchenu učvrstivši svoj povijesni uspjeh. Isto tako, Elkasević je 2022. godine postala prva diskašica koja je osvojila pet odličja na svjetskim prvenstvima sa svojim srebrnim odličjem u Eugeneu.

## Rani život
Rođena je 21. lipnja 1990. u zagrebačkoj Dubravi u obitelji majke Vesne i oca Damira Perkovića. Otac ju je napustio kad je imala pet godina i prekinuo svaki kontakt iako je s novom obitelji živio u istom naselju. S tri godine na staklu je ozljedila lijevu ruku, a kirurzima je trebalo sedam i pol sati da joj spase ruku, jer su joj bili razrezani svi prsti.
Svoj snažni karakter pokazivala je već u vrtiću, gdje je imala dovoljno autoriteta čuvati ostalu djecu i bez pomoći odgojiteljice. Napuštanje oca ostavilo je velikog traga u njezinu odrastanju. Kako bi olakšala život svojoj samohranoj majci, rano je ustajala i svaki dan sama iz Dubrave autobusom i tramvajem išla na treninge košarke i atletike. Majka ju je podržavala i uvijek isticala svoje pravilo »možeš birati čime ćeš se baviti, ali kad kreneš, moraš i završiti«.
Nakon osvajanja prvog olimpijskog zlata u Londonu, na dočeku u rodnoj Trnovčici pjevač Prljavog kazališta Mladen Bodalec otpjevao je svoju uspješnicu Mojoj majci (Ruža Hrvatska) u čast Sandrine bake Ruže. Tom prilikom je susjed Josip Sesvečan za Večernji list ispričao anegdotu prema kojoj je Sandra pomaknula deset vreća cementa da ih voda ne smoči i da ne otvrdu nakon što je u garaži prsnulo crijevo za polijevanje vrta.
Majka Vesna radila je kao referentica u računovodstvu tvrtke Forever Living Products. Nakon razvoda upoznala je Sandrinog očuha Dragana Nikolića, mehaničara u Zagrebačkim cestama. S njima, bakom Ružom i pet godina starijim bratom Markom, diplomiranim inženjerom strojarstva, odrastala je u kući u Trnovčici. U svom razgovoru za časopis Gloriju priznala je kako je »majka Vesna najvažnija osoba u njezinu životu« te da joj se otac, otkad ih je napustio i ostavio, nikad nije javio, čak niti nakon postizanja međunarodnih uspjeha.

## Sportski počeci
Sandra je atletiku trenirala od drugog razreda osnovne škole, a bavila se i košarkom i odbojkom. U šestom razredu odlučila se posvetiti isključivo atletici, točnije bacanju diska i kugle. Stoga se 2001. upisala u Atletski klub Dinamo Zrinjevac.
Godine 2004. na jednom od treninga opazio ju trener Ivan Ivančić. Ispočetka ga je izbjegavala i odbijala doći k njemu na trening, a Ivančić je tom prilikom rekao »uh, dugo sam je molio da dođe na trening, trudila se svim silama da me odbije, ali nije ona tvrdoglavija od mene«. Na prvom treningu kod Ivančića bacila je 32 metra, na što joj je on odgovorio da će sljedeće godine bacati 50. Njegove su se riječi ostvarile, jer je sljedeće godine na otvaranju sezone bacila 50,11 metara.
Prvi značajni uspjeh ostvarila je 2006. godine. Na svom prvom velikom međunarodnom natjecanju, Svjetskom juniorskom prvenstvu u Pekingu, nije se uspjela plasirati u završnicu bacanja kugle. U svojoj skupini A završila je na 10. mjestu s hitcem od 44,11 metara, a sveukupno je bila 19. Tada je u njezinoj skupini pobijedila Australka Dani Samuels, koja je od Sandre bacila 13 metara dalje (57,67 metara) a u završnici je osvojila zlato s hicem preko 60 metara. Unatoč neuspjehu na svetskoj juniorskoj smotri, sljedeće godine osvojila je srebrna odličja na Svjetskom mlađejuniorskom prvenstvu (do 18 godina) u češkoj Ostravi i Europskom juniorskom prvenstvu u mjestu Hengelo na sjeveru Nizozemske.
Svjetsko mlađejuniorsko prvenstvo održano je od 11. do 15. srpnja, te je na njemu Sandra bila srebrna s 51,25 metara, svega 14 centimetara slabije od Njemice Julije Fischer, svoje buduće protivnice u seniorskoj konkurenciji. Osim njezinog srebra, Marin Premeru osvojio je srebrna odličja u bacanju kugle i diska (1,5 kilograma). Samo tjedan dana kasnije, od 19. do 22. srpnja održavalo se Europsko juniorsko prvenstvo. Ponovno je osvojila srebro, ali s četiri metra daljim hicem (55,42 metra) i sedamdesetak centimetara slabijim od Ruskinje Karmišine. Kamišina se nakon uspjeha u juniorskoj konkurenciji nije snašla kao seniorka, a najveći joj je uspjeh ostalo osvajanje zlata na Ljetnoj univerzijadi 2013. u Kazanju.
Nakon osvajanja srebra na Europskom ljetnom olimpijskom festivalu mladih u Beogradu, potvrdila je godinu 2007. kao svoju najsupješniju sezonu u juniorskoj karijeri s tri osvojena srebra. Na festivalu su odličja osvojili i Marin Premeru (zlato u kugli, srebro u disku), Stipe Žunić (koplje), Dino Pervan (skok u dalj) i Ivana Lončarek (110 m s preponama), čime se hrvatska juniorska momčad ubrojila među najuspješnije na natjecanju.

## Juniorska postignuća
Nakon mlađejuniorskog i europskog juniorskog srebra, u srpnju 2008. nastupila je na Svjetskom juniorskom prvenstvu u poljskom Bydgoszczu. Nakon što je prvoga dana prvenstva u skupini B zauzela 3. mjesto i plasirala se u završnicu, u završnici je dva dana kasnije osvojila brončano odličje (54,24 m), ponovno iza Njemice Fischer (54,69 m), koja je u prednatjecanju bila jedno mjesto lošija od nje. Zanimljivo da je na 4. mjestu završila još jedna Njemica, Anna Katarina Weller. Uz Sandru, na istom prvenstvu Premeru je osvojio broncu u kugli i srebro u disku. Time su Sandra i Marin postali hrvatska konstanta na juniorskim smotrama. Na završnom svjetskom popisu najboljih diskašica krajem godine završila je na 5. mjestu. 
Na božićnim praznicima 2008. dobila je visoku temperaturu (42 stupnja) te joj je broj leukocita pao na 18 000. Doktor Lacković zadržao ju je u bolnici i operirao. Ipak, niti nakon operacije bolovi nisu prestajali. Nakon gotovo tjedan dana bolova, došlo je do upale te je operirana po drugi put. Liječnici su ustanovili da ima sepsu. Unatoč vrlo maloj šanši preživljavanja (10%), uspjela je preživjeti i oporaviti se. Kasnije je Sandra te dane prozvala svojim najgorima u životu, ali je i zaključila »da nije bilo najgorih, ne bismo znali cijeniti sve ove lijepe«. Tijekom oporavka izgubila je 15 kilograma, a treninzima se uspjela vratiti tek tri mjeseca kasnije.
Nakon dugotrajnog i teškog oporavka, koji je bio prijelomnica njezine karijere, u atletiku se vratila osvajanjem europskog juniorskog zlata u Novom Sadu. Njezin hitac od 62,44 metra postao je novi hrvatski državni rekord, te je njime ostvarila plasman na nadolazećem Svjetskom prvenstvu u Berlinu. Drugoplasiranu rivalku Fischer ostavila je na drugom mjestu sa 7 metara i 33 centimetra razlike, što je najveća razlika u bacanju diska u povijesti europskih juniorskih prvenstava. Osim razlike između pobjednice i drugoplasirane, Sandra je ostvarila najveći razvoj rezultata na Europskim juniorskim prvenstvima u posljednjih 20 godina.

## Seniorski prvonastupi
Svega mjesec dana nakon osvajanja juniorskog zlata u Novom Sadu, Elkasević je nastupila i na svom prvom međunarodnom seniorskom natjecanju. Kao najmlađa diskašica na natjecanju, u prednatjeanju je osvojila visoko šesto mjeto, ispred poznatijih imena poput Nadine Müller, Nicolete Grasu i Stephanie Brown-Trafton, pobjednice Olimpijskih igara 2008. u Londonu i tadašnjeg svjetskog broja 1 (držala je najbolji rezultat sezone), i u završnicu se plasirala izravno. U završnici je osvojila deveto mjesto (60,77 metara), ostavivši iza sebe i aktualnu olimpijsku pobjednicu Brown-Trafton koja je završila na posljednjem dvanaestom mjestu. Zlato je pripalo negdašnjoj juniorskoj rivalki Dani Samuels, koja je tom prilikom bacila i osobni rekord (65,44 metra) te s 19 godina postala najmlađa svjetska prvakinja.

Talentirana Hrvatica, u 2008. brončana juniorka svijeta, prošle je godine napravila veliki korak naprijed. Postavila je nacionalni rekord od 62,44 metra kojim je postala europska juniorska prvakinja, a na prvom velikom seniorskom natjecanju, Svjetskom prvenstvu u Berlinu, zauzela je deveto mjesto. Sezonu je završila na visokoj razini, popravivši nacionalni rekord hicem od 62,79 metara u Splitu.

Krajem godine poboljšala je državni rekord bacivši disk 62,79 metara. Osvajanjem juniorskog zlata, ulaskom u završnicu svog prvog velikog seniorskog natjecanja i obaranjem državnog rekorda dva puta, uvrštena je popis Deset najvećih nada svjetske atletike u 2009. godini prema izboru časopisa SPIKES. Iste godine dobila je i Nagradu Dražen Petrović koju Hrvatski olimpijski odbor perspektivnim mladim športašima.
Kako je sezonu 2009. završila državnim rekordom, tako je 6. ožujka 2010. na Hrvatskom zimskom bacačkom prvenstvu u Splitu postavila novi državni rekord. Osim što je hitac od 66,85 metara bio novi hrvatski rekord, na iznenađenje svjetske atletske javnosti postao i najbolji hitac sezone. To je ujedno bio i drugi rezultat u posljednje dvije godine. O daljini njezina hitca govori i činjenica da bi s tim rezultatom osvojila zlatne medalje na tri posljednja svjetska prvenstva, kao i na Olimpijskim igrama u Pekingu i na Europskom prvenstvu u Göteborgu. Istoga dana prvi je puta kuglu na otvorenom prebacila preko 16 metara (16,02 m) i popravila svoj osobni rekord.
Na Europsko zimsko bacačko prvenstvo u francuskom Arlesu došla je kao glavna kandidatkinja za zlato u svojoj konkurenciji (do 23 odine), iako je imala najbolji rezultat sezone i među seniorkama. Osvojila je zlatno odličje s hicem od 61,39 metara, koji bi joj bio dovoljan za srebro u seniorskoj kategoriji, u kojoj je Elkasević htjela i nastupili, ali je morala odustati zbog zahtjeva Ivana Ivančića. Na svoj prvi miting Dijamantne lige u svibnju došla je s drugom daljinom sezone, nakon što ju je prebacila Nadine Müller na mitingu u Wiesbadenu. U Dohi je završila na 3. mjestu (62,33 metra) i osvojila svoj prvi bod u dijamantnom poretku.
U lipnju je nastupila u kugli i disku u drugoj ligi Europskog momčadskog prvenstva te osvajanjem zlata u obje discipline pomogla Hrvatskoj atetskoj momčadi u ostvairavnju nastupa u elitnoj prvoj ligi 2011. godine.  Početkom istog mjeseca nastupila je na mitingu Dijamantne lige u Oslu, gdje je bila šesta. Osam dana kasnije, 12. lipnja, u New Yorku ostvarila je svoju prvu pobjedu u Dijamantnoj ligi te s pet bodova u poretku nakratko preuzela vodstvo. Početkom srpnja nastupila je na mitingu DL-a u Lausannei i sedmim mjestom izgubila vodstvo.

## Europsko zlato
Nakon trećeg mjesta na mitingu DL-a u Parizu desetak dana prije, za nastup na Europskom prvenstvu u Barceloni naručila je novi disk iz Danske. Na prvenstvo je došla s ambicijama za odličje, jer je osim Nicolete Grasu, te sezone pobijedila sve favoritkinje. Iako je kvalifikacijska norma za plasman u zavšnicu bila vrlo niska (60 m), Sandra se mučila hicem od 57,70 m osvojila sedmo mjesto u svojoj skupini. Svjesna svoga podbačaja, zaobišla je novinare Hrvatske radiotelevizije i Večernjeg lista preskačući ogradu u mix-zoni. Kasnije je izjavila da je »skoro od muke pojela akreditaciju«. Zbog loših vremenskih uvjeta i sparine, na kojoj se ruke počinju znojiti, i druge su diskašice podbacile, te se plasirala u završnicu kao deseta od dvanaest djevojaka.

Pri prvom hicu imitirala sam Blanku. Bacila sam disk u vis, a ne u dalj. Drugi je hitac bio kakav-takav, a treći je bio najbolji. Bio je to hitac preko 60 metara i taman kada sam se počela veseliti vidjela sam da mi je noga izvan kruga. Prestup. U tom trenutku sam pomislila - Sandra, ispala si iz finala. Gotovo je. Hitac od 57,70 metara i sedmo mjesto u mojoj skupini bilo je sve samo ne dovoljno za finale.

Za razliku od podbačaja u kvalifikacijama, u završnici je Sandra uzela europsko zlato sa svim ispravnim hicima i samo jednim ispod 60 metara. Do 6. serije držala se na drugom mjestu, iza Grasu, te je u posljdnjoj seriji bacila pobjedničkih 64,67 metara. Time je ispunila želju trenera Ivančića, koji je uoči natjecanja rekao kako ga »ovdje zanima samo zlato«. Velika rivalka Nadine Müller, koju je Sandra prozvala »Milica«, završila je tek na osmom mjestu. Na svečanosti dodjele odličja zlato joj je uručio ukrajinski atletski velikan Sergej Bubka, a svoje prvo zlato posvetila je majci Vesni. Na dočeku u zagrebačkoj zračnoj luci nazočili su ministar Radovan Fuchs, Damir Šegota iz HOO-a te gradonačelnik Milan Bandić.
Deset dana nakon EP-a, nastupila je na mitingu Dijamantne lige u Londonu. Osvojila je drugo mjesto hicem iz prve serije, a slavila je Kubanka Yarelys Barrios. Na posljednjem mitingu u Bruxellesu, na kojem Blanka Vlašić sedmom uzastponom pobjedom osigurala dijamantni naslov, Sandra je pobijedila s novim hrvatskim rekordom (66,93 metra). Sveukupna joj je pobjeda izmaknula za četiri boda.
Na Memorijal Borisa Hanžekovića došla je kao glavna kandidatkinja za pobjedu. Zbog velikog zanimanja za europske prvakinje Sandru i Blanku, 7000 ulaznica prodalo se u rekordnom roku. Potporu su došli dati i rukometaši Zagreba, hokejaši Medveščaka i brojni drugi športaši. Sandra je natjecanje otvorila pojedničkih hicem od 65,56 metara, a pobjedu je ostvarila i Blanka Vlašić u visu, čime se ponovilo dvostrko slavlje hrvatskih atletičarki iz Barcelone. Samo tri dana kasnije, na Kupu kontinenata na splitskom Poljudu osvojila je drugo mjesto i 20 000 američki dolara, iza drugoplasirane Kineskinje Li s Hanžeka. Kasnije je izjavila da bi sigurno pobijedila da se bacalo šest, a ne četiri serije. Sandrin trener Ivančić tvrdio je pak da bi Sandra pobijedila da je bacala sa svojim diskom, kojim je osvojila europsko zlato, Dijamantnu ligu u Bruxellesu i Hanžekovićev memorijal te godine. Sutkinja iz Rijeke tvrdila je kako je Ivančić vlastoručno nalijepio naljepnicu koja potvrđuje da je disk prošao test Međunarodne atletske federacije. Unatoč srebru, Sandra je dvaput prebacila pobjednicu Dijamantne lige Yarelys Barrios iz Kube, čime je najavila svoje nove atletske uspjehe.
Sredinom listopada u Beogradu je primila priznanje Europskog atletskog saveza (EAA-e) za najbolju mladu zvijezdu u usponu. Na istoj dodjeli, Sandrina prijateljica Blanka Vlašić primila je po drugi put nagradu za najbolju atletičarku Europe, čime je ušla u atletsku povijest kao tek treća kojoj je to uspjelo poći za rukom. Na zagrebačkom Kaptolu 21. prosinca uručena joj je nagrada za najbolju atletičarku Grada Zagreba u 2010. godini.

## Doping
Godinu 2011. otvorila je primanjem Nagrade Grada Zagreba za najbolju športašicu u prethodnoj godini i nastupom na Zimskom prvenstvu Hrvatske 26. veljače u Splitu. Pobijedila je u obje discipline (kugla i disk) i postavila nove hrvatske rekorde: 67,69 metara u bacanju diska i 16,40 metara u bacanju kugle. To su ujedno bila ujedno i njezina najbolja ostvarenja u obje discipline. Šest dana prije Zimskog prvenstva u Splitu, na Dvoranskom prvenstvu Hrvatske postavila je novi hrvatski rekord u bacanju kugle u dvorani (16,99 m).
Nekoliko dana kasnije pretrpjela je ozljedu leđa, zbog koje je morala propustiti Europski zimski bacački kup, koji se u ožujku održao u Nacionalnoj sportskoj akademiji u Sofiji. Kasnije je utvrđeno da je došo do ukliještenja hrskavičnog diska. Oporavljala se u Daruvarskim toplicama.
Na prvom mitingu Dijamantne lige u Šangaju 15. svibnja ostvarila je treću pobjedu u karijeri. Svega jedanaest dana kasnije, slavila je i u prvom nastupu na mitingu u Rimu. Time je prvi put povezala dvije pobjede u ovom prestižnom natjecanju. Na Kupu Hrvatske u Varaždinu 4. lipnja bacila je disk centimetar ispod 70 metara i popravila osobni i hrvatski rekord za 2,03 metra. To je bio najbolji hitac u posljednjih dvanaest godina u to disciplini. Krajem lipnja objavljeno kako je Elkasević pozitvna na A-uzorke doping testova s mitinga u Rimu i Šangaju. Svjetska antidopinška agencija potvrdila je da je bila pozitivna na psihostimulans metilheksanamin, sastojak lijeka koji je uzimala za poboljšanje mišićne mase i zbog bolova u leđima. Naknadno je otkriveno kako Sandra tvar nije unijela namjerno, već putem američkog energetskog pića Noxpump, u kojem nije bio jasno naznačeno da sadrži zabranjenu tvar. Podršku su joj pružili Blanka Vlašić, Nedžad Mulabegović, koji je predložio tuženje proizvođača napitka i Vera Begić. Brojni su mediji neosnovano napadali i Ivančića. Međunarodna atletska federacija uvažila je Sandrino priznanje, koja nije tražila potvrdu dopinga na B-uzorku.
Hrvatski atletski savez »prepoznao je da Elkasević nije imala namjere unijeti niti je bila svjesna postojanja zabranjene supstance« te je predložila šestomjesečnu kaznu nenastupanja, koju je kasnije potvrdila i Međunarodna aletska federacija, čime je Elkasević izbjegla izbivanje s Olimpijskih igara u Londonu. I nakon potvrde odluke, Ivančić je tvrdio kako je Sandra nevina te poručio kako su se »mnogi zli jezici okomili na njega«. Na kraju je Elkasević morala vratiti 20.000 dolara koje je zaradila na dva mitinga Dijamantne lige, a cijeli doping skandal koštao ju je oko 70.000 dolara. Iako je bila doping-negativna, zbog dva pozitivna testa na protekla dva mitinga, Sandri je oduzet rezultat iz Varaždina. AK Dinamo Zrinjevac zbog gubitka Sandrinih bodova morao je naslov prvaka prepustiti Atletskom klubu Agram.

## Povratak na vrh
Novu atletsku sezonu tradicionalno je otvorila na zimskom prvenstvu Hrvatske u Splitu. Već u prvom hicu prebacila je olimpijsku normu za tri i pol metra, da bi u drufom bacila i najbolji rezultat sezone (66,85 metara). S tim bi rezultatom, da nije bilo dopinga, postala i svjetska prvakinja u južnokorejskom Daeguu. To joj je bio i prvi nastup u osam mjeseci nakon onoga na Hrvatskom kupu u Varaždinu. Tri tjedna kasnije nastupila je i na Europskom zimskom bacačkom prvenstvu u crnogorskom Baru, ali u konkurenciji do 23 godine. Pobijedila je hicem od 67,19 metara, gotovo dva metra slabije od pobjedničkog hica Nadine Müller u senioskoj konkurenciji (66,89 m). Dva mjeseca kasnije odnijela je pobjedu na mitingu Dijamantne lige u Šangaju, gdje je bacila novi rekord mitinga i novi hrvatski rekord. Nanizala je i pobjede na mitinzima u Oslu i Eugeneu, te je u prva tri mitinga osvojila svih 12 bodova. Sredinom lipnja pobijedila je i na Kupu Hrvatske u Varaždinu, ostvarivši šestu uzastopnu pobjedu u prvoj poslijedopinškoj sezoni.
Kvalifikacije na Europskom prvenstvu u finskom Helsinkiju otvorila je prijestupom. U drugoj seriji uspjela je prebaciti kvalifikacijsku normu za jedan metar i kao drugoplasirana ući u završnicu. U završnici se također mnogo mučila: nakon prve dvije serije nije imala ispravan hitac, jer je disk oba puta pogodio zaštitnu mrežu. Treći hitac izbacila je punom snagom i na iznenađenje njemačkog trenerskog stožera (koji je u završnici imao tri predstavnice) preuzela prvo mjesto s 67,72 metra, što je bilo dovoljno za drugi europski naslov. Obranivši naslov europske prvakinje, postala je tek peta diskašica u povijesti europskih prvenstava koja je uspjele obraniti naslov. Müller je završila druga s dva metra slabijom daljinom, a bronca je pripala Ukrajinki Nataliji Semenovi.
Prvi poraz nakon deset uzastopnih pobjeda ostvarila je razočaraajućim nastupom na mitingu u Parizu, gdje je završila druga sa svojim najlošijim pobjedničkim rezultatom sezone (61,46 metara). Pobjedu je odnijela predstavnica Australije Dani Samuels s tridesetak centimetara duljim hicem. Unatoč porazu,već tada je osigurala svoj prvi naslov u Dijamantnoj ligi. Dva tjedna kasnije slavila je u Monaku, potvrdivši ukupnu pobjedu i dijamantni naslov. Ujedno je bila i jednia te sezone koja je nastupila na svih pet dijamantnih mitinga.
Za razliku od prethodnih nastupa u prednatjecanjima, na Olimpijskom stadionu u Londonu završnicu je izborila već u prvom hitcu. Disk je letio do 65,74 metra, puna dva metra dulje od norme, te je bio dovoljan za treće mjesto, iza rivalki Kubanke Yarelys Barrios i Njemice Nadine Müller. Iako je već prvi hitac bio dovoljan za treće mjesto, u drugoj seriji bacila je 68,11 metara i preuzela vodstvo. Zlatno odličje potvrdila je novim osobnim i hrvatskim rekordom (69,11 metara) u trećoj seriji. Osvojila je prvo žensko pojedničano zlatno odličje za Hrvatsku i ukupno devetnaesto oimpijsko odličje od osamostaljenja. Sveukupno je u završnici bacila tri hica iznad 65 metara, što nije uspjelo nijednoj drugoj natjecateljici. Među 80.000 gledatelja, Sandru su na stadionu bodrile i sestre Ana i Lucija Zaninovi, Anđa Jelavić, Zoran Primorac, veslački četverac, hrvatske košarkašice i bivša kladivašica Ivana Brkljačić, koja je tom prilikom stigla ravno iz Zagreba. Osvajanjem zlata postala je tek druga hrvatska športašica, uz dizača utega Nikolaja Pešalova, koja je kao pojedinac osvojila najsjajnije olimpijsko odličje. Na dočeku u rodnoj Dubravi i Trnovčici zapjevao joj je i frontmen Prljavog kazališta Mladen Bodalec, koji je otpjevao pjesmu Ruža Hrvatska u čast Sandine bake Ruže, koja joj bila »prva figura i odgajateljica«.
U sklopu kulturno-turističke manifestacije Dani Dioklecijana u Dioklecijanovoj palači u Splitu, utjelovila je Dioklecijanovu suprugu, caricu Prisku, a u peristilu palače pratila je i uprizorenje gladijatorske borbe i postojavanje rimske legije. Na taj su joj se način Splićani zahvalili za osvajanje zlatnog olimpijskog odličja. Na posljednjem mitingu Dijamantne lige u Zürichu odnijela je pobjedu i veliki dijamant sa sveukupno 30 bodova. Toliko bodova nitko te sezone nije osvojio ni u muškoj ni u ženskoj konkurenciji. U svom posljednjem nastupu u sezoni, na Hanžekovićevom memorijalu na zagrebačkom Jarunu, bacila je novi rekord mitinga (65,97 metara).
Unatoč osvajanju olimpijskog i europskog zlata te Dijamantne lige, Sandra je u izboru za najbolju europsku atletičarku završila na 4. mjestu, dok za izbor najbolje atletičarke svijeta nije niti bila predložena. Dobila je nagradu Zagrebačkog atletskog saveza za najbolju atletičarku Grada Zagreba, a prilikom dodjele zagrebački gradonačelnik Milan Bandić izjavio je: »Tako mlada, a već legenda!« Sandrino zlatno odličje proglašeno je naj-odličjem Olimpijskih igara u Londonu u anketi Večernjeg lista provedenoj među športašima koji su nastupili na tim Igrama. Zahvaljujući odličjima i sezoni sa samo jednim porazom, našla se na drugom mjestu u izboru Večernjeg lista za osobu godine, odmah iza generala Ante Gotovine.

## Razlaz s Ivančićem
Prve nesuglasice između Elkasević i Ivančića pojavile su se nakon Olimpijskih igara u Londonu, zbog različitih pogleda u metodologiji treninga. Dok je Ivančić ustrajao na svojim metodama i isključivoj posvećenosti atletici, Elkasević je izjavila kako »ne namjerava nakon treninga otići doma i čekati novi trening«, jer je kao mlada osoba »željna stvari i izvan atletike«. Potom je na proglašenju najboljih športaša u izboru HOO-a potvrdila da Ivančić ostaje njezinim trenerom. U veljači 2013. AK Dinamo Zrinjevac izdao je priopćenje u kojem je potvrđen razilazak najboljeg hrvatskog trenera u bacačkim disciplinama i najbolje hrvatske diskašice.

Nakon osam godina izvanredno uspješne suradnje najbolji hrvatski trener Ivan Ivančić i najbolja hrvatska sportašica Sandra Perković, zajednički su donijeli odluku o prekidu suradnje. Oba svjetski poznata i globalno uspješna člana našeg kolektiva sa zadovoljstvom gledaju na proteklih osam godina svoje suradnje koje su obilježile povijest naše atletike i sporta, uključuju zlatnu medalju s Olimpijskih igara, dva naslova prvakinje Europe, niz rekorda i pobjeda u Dijamantnoj ligi što je rezultat izvanrednog talenta Sandre Perković, zajedničkog napornog dugogodišnjeg rada i vrhunskog znanja trenera Ivana Ivančića. Oboje na proteklu suradnju gledaju s ponosom i obostranim poštovanjem.

Nesuglasice su eskalirale kada je Ivančić tjerao Sandru da trenira s ozljedom ramena. Iako su joj liječnici naredili dva tjedna mirovanja, Ivančić ih je proglasio neznalicama. Ivančić je s druge strane objasnio kako mu je bilo dosta »polutreninga« i značajnog smanjenja inteziteta treninga za ostvarivanje planova o Svjetskom prvenstvu, Mediteranskim igrama, Univerzijadi i obrani naslova u Dijamantnoj ligi. Kako je za Ivančića trening »svetinja«, sporazumno su se obostrano dogovorili o razlazu, ali je Ivančić istaknuo kako su njihovi međuljudski odnosi ostali izvrsni. Sandra je odlučila suradnju nastaviti s Edisom Elkasevićem, također Ivančićevim učenikom. Na sve to Ivančić je ustvrdio kako joj »trener i ne treba« jer je »dovoljno pametna i inteligentna da sve to postigne sama«.

## Sedmi naslov po starim pravilima
Nakon 13 mjeseci bez poraza, s 15 uzastopnih pobjeda na mitinzima doživjela je poraz. Na mitingu u Bruxellesu 31. kolovoza 2018. bila je treća. Prema novim pravilima, svi dosadašnji bodovi na prethodna četiri mitinga obrisani su i u završnicu su svi pošli od nule, tako da je time zanemaren cjelogodišnji učinak s pobjedama bez poraza, i o nositelju naslova odlučio je tek jedan miting. Prema starim pravilima, Sandra Elkasević osvojila bi sedmi uzastopni dijamant Dijamantne lige.

## Politika
Na parlamentarnim izborima 8. studenog 2015. izabrana je za zastupnicu u Hrvatskom saboru na listi stranke Bandić Milan 365 – Stranka rada i solidarnosti kao zamjena za zagrebačkog gradonačelnika Milana Bandića, dok 11. rujna 2016. godine na istoj listi osvaja 221 preferencijski glas (1,22 %) od ukupno 18.011 glasova koliko je dobila lista Bandić Milan 365 – Stranka rada i solidarnosti te nije ostvarila izbor u Hrvatski sabor. Elkasević se u Saboru za riječ nije javila nijednom.

## Nagrade i priznanja
- Nagrada Dražen Petrović za najbolju mladu športašicu (2009.)
- Europska atletska zvijezda u usponu 2010. godine - najmlađa dobitnica nagrade u povijesti (20 godina).[99]
- Najbolja športašica Hrvatske u izboru Sportskih novosti 2012., 2013., 2014., 2015. i 2016.
- Najbolja hrvatska športašica izboru Hrvatskog olimpijskog odbora 2013.[100]
- Nagrada za najbolju športašicu Grada Zagreba 2010., 2011. i 2013.
- Šesterostruka osvajačica Dijamantne lige (2012. – 2017.)
- Najbolji godišnji napredak u ženskom bacanju diska (2012., 2013., 2014. i 2016.)
- Drugo mjesto u anketi Večernjeg lista za izbor osobe godine (2012.)
- Odlikovanje Redom kneza Trpimira s ogrlicom i Danicom (2017.)[101]

## Sinkronizacija
- „Lego Film 2” kao Čudesna Žena (Wonder Woman) (2019.)

## Postignuća
| godina | natjecanje                   | plasman | duljina |
| ------ | ---------------------------- | ------- | ------- |
| 2007.  | mlađe juniorsko SP u Ostravi | 2.      | 51,25 m |
| 2007.  | juniorsko EP u Hengelou      | 2.      | 55,42 m |
| 2009.  | juniorsko EP u Novom Sadu    | 1.      | 62,44 m |
| 2009.  | SP u Berlinu                 | 9.      | 60,77 m |
| 2010.  | EP u Barceloni               | 1.      | 64,67 m |
| 2012.  | EP u Helsinkiju              | 1.      | 67,62 m |
| 2012.  | OI u Londonu                 | 1.      | 69,11 m |
| 2013.  | MI u Mersinu                 | 1.      | 66,21 m |
| 2013.  | SP u Moskvi                  | 1.      | 67,99 m |
| 2014.  | EP u Zűrichu                 | 1.      | 71,08 m |
| 2015.  | SP u Pekingu                 | 2.      | 67,39 m |
| 2016.  | EP u Amsterdamu              | 1.      | 69,97 m |
| 2016.  | OI u Rio de Janeiru          | 1.      | 69,21 m |
| 2017.  | SP u Londonu                 | 1.      | 70,31 m |
| 2018.  | MI u Tarragonau              | 1.      | 66,46 m |
| 2018.  | EP u Berlinu                 | 1.      | 67,62 m |
| 2019.  | SP u Dohi                    | 3.      | 66,72 m |
| 2021.  | OI u Tokiu                   | 4.      | 65,01 m |
| 2022.  | SP u Eugeneu                 | 2.      | 68,45 m |
| 2022.  | EP u Münchenu                | 1.      | 67,95 m |
| 2024.  | OI u Parizu                  | 3.      | 67,51 m |

## Vanjske poveznice

### Sestrinski projekti
|  | Zajednički poslužitelj ima još gradiva o temi Sandra Perković |